# Yoshirō Hayashi
Yoshirō Hayashi (林 義郎, Hayashi Yoshirō) est un homme politique japonais né le 16 juin 1927 et mort le 3 février 2017.